# Miša Marković
Miša Marković (Beograd, 19. septembar 1949 — Beograd, 19. septembar 2020) bio je srpski umetnik, pevač i kompozitor.

## Biografija
Šezdesetih godina, pojavom Bitlsa i prvih rok grupa na našim prostorima, počinje da se bavi muzikom kao pevač, gitarista i kompozitor rok grupe „ Mladi lavovi”.
Godine 1971. Na Omladinskom festivalu u Subotici započinje profesionalnu pevačku karijeru. U periodu između 1971. I 1982. godine snimio je oko 47 ploča, sarađivao je sa najeminentnijim kompozitorima tog vremena, među kojima su bili: Arsen Dedić, Nikica Kalogjera, Aca Korać, Đorđe Novković, Kornelije Kovač, Kemal Monteno, Boris Bizetić...
Bio je jedan od najtiražnijih pevača diskografskih kuća, PGP – RTB i Studija B. Prodao je preko milion ploča i učestvovao na mnogim festivalima kao što su: Beogradsko proleće, Hit leta, Mesam, Hit parada. Pesme koje je pevao bile su u vrhu svih top lista tadašnje Jugoslavije. 1972. godine, osvojio je prvo mesto na Beogradskom proleću u kategoriji starogradskih pesama i romansi sa pesmom „ Susret “ Đorđa Karaklajića. 
Hitovi kao što su: Ti nisi moje sunce, Fešta, Muzika ostaje, Ja te zovem, Sunca će i dalje biti i mnogi drugi i danas su rado slušani. Kako je od početka svoje karijere odlučno branio stav po kome je nacionalna muzika ona koja je bazirana na folkloru, 1982. godine, napušta pevačku karijeru i definitivno se posvećuje kompozitorskom radu u folk muzici. U narednih trideset godina proglašavan je više puta za kompozitora godine, a njegove pesme za pesme godine.
Sarađivao je sa najznačajnijim izvođačima folk muzike: Miroslav Ilić, Hanka Paldum, Vera Ivković, Merima Njegomir, Lepa Lukić, Toma Zdravković i dr. Prodao je preko sedam miliona ploča, a njegove najpoznatije pesme su evergreen hitovi novokomponovane muzike: Srce je moje violina – Lepa Lukić, Ej, Branka, Branka – Toma Zdravković, Šta će mi šalvare – Vera Ivković, Jutro je – Nada Topčagić, Pamtim još – Merima Njegomir, Lažu da vreme leči sve – Miroslav Ilić, Ruzmarin – Merima Njegomir, Kunem ti se životom - Vesna Zmijanac, Recite mu da ga volim – Lepa Brena.
Prodao je preko šest miliona ploča.
Dobitnik je mnogih nagrada od kojih su najznačajnije: „ Estradna nagrada Srbije „ „Priznanje za ukupan doprinos Srpskoj folk muzici „ Povelju za doprinos razvoju muzičkog stvaralaštva na polju džeza, zabavne i rok muzike „ pet puta je proglašavan za kompozitora godine, a njegove pesme za pesme godine.
Smatra se pionirom moderne folk muzike u Srbiji, čitavo njegovo stvaralaštvo bazirano je na nacionalnoj tradiciji. Ima priznat status radio pevača i bezbroj trajnih snimaka za Radio Beograd.
Pored muzike, bio je diplomirani dizajner, pisao je pesme za najmlađe, poznata je njegova knjiga za decu „ To ima veze “ u izdanju „ Dečjih novina “ iz Gornjeg Milanovca, (koja je prodata u, tada fantastičnih, 5000 primeraka). Završava drugu knjigu pesama za decu „Od pra čoveka“, a u pripremi je i roman „Ovo je pakao”.
Preminuo je 19. septembra 2020. godine u Beogradu.

## Festivali
Beogradsko proleće:
- Susret, Beogradsko proleće '72 (Veče nove gradske pesme, 1. nagrada)
- Jedne zime voleli se dvoje, '74 (duet sa Borisom Bizetićem)
- Više nema, Beogradsko proleće '76
- Pitam dal' me voliš, Beogradsko proleće '77
- Znaš šta, Beogradsko proleće '79
- Gospođice do viđenja, Beogradsko proleće '82

 Hit parada:
- Zašto živiš sama, Hit parada '75
- Pusti me da živim, Hit parada '76

 Jedanaesti festival vojničkih pesama:
- Sin armije, '72

 Hit leta:
- Poljubi me, Hit leta '77

 Omladina, Subotica:
- Dođi, devojko bez lica, Omladina '71

## Najpoznatije pesme
- A šta ćemo sad (Miša Marković)
- Bagrem više ne miriše (Miodrag Miki Jevremović)
- Bosanac (Lepa Brena)
- Vidovdan (Neda Ukraden)
- Grom te ubio (Vesna Zmijanac)
- Dajte mi daire (Usnija Redžepova)
- Evo već je Božić (Zorica Brunclik)
- Evo, zora je (Zorica Brunclik)
- Ej Branka, Branka (Tomislav Toma Zdravković)
- Zovem te, zovem (Senada Nada Topčagić)
- Il' me ženi, il' tamburu kupi (Meho Puzić)
- Ja ne znam gdje je ona (Meho Puzić)
- Jutro je (Senada Nada Topčagić)
- Kako ti se sviđa Beograd (Miša Marković)
- Koliba kraj puta (Gordana Goca Lazarević)
- Kraj (Vesna Zmijanac)
- Kunem ti se životom (Vesna Zmijanac)
- Lažu da vreme leči sve (Miroslav Ilić)
- Mi Bosanci, delije (Meho Puzić)
- Neke važne stvari (Bisera Veletanlić)
- Oj, Srbijo lepotice (Nikola Urošević Gedža)
- Otpisani (Sve naše mladosti) (Leo martin)
- Pamtim još (Hanka Paldum)
- Recite mu da ga volim (Lepa Brena)
- Ruzmarin (Merima Njegomir)
- Sve je lijepo, samo tebe nema (Milena Plavšić)
- Sve ti praštam (Marinko Rokvić)
- Svirajte mi tiho, tiše (Tomislav Toma Zdravković)
- Srce je moje violina (Lepa Lukić)
- Tecite suze, tecite (Radiša Urošević)
- Tražim te, zumbuli cvatu (Zorica Marković)
- Šta je s tobom (Miša Marković)
- Šta će mi šalvare (Vera Ivković)
- Šta će meni vino (Zoran Kalezić)